# Macrão

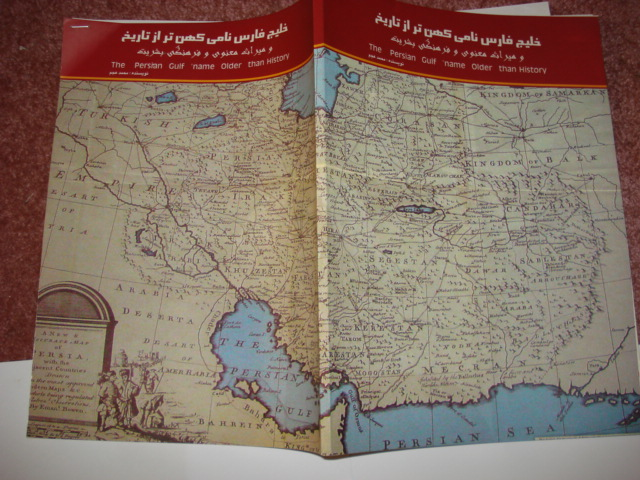
macrão

Macrão ou Macran (Urdu/persa: مکران Makrān) é uma extensa faixa semideserta no sul do Baluchistão, ao longo da costa do Golfo de Omã e do Mar da Arábia, entre o Irão e o Paquistão.
Algumas cidades e portos:
- Chabahar
- Gwadar
- Jiwani
- Pasni